# تپه کوره (ک - ۵۰)
تپه کوره (ک - ۵۰) مربوط به دوران پیش از تاریخ ایران باستان است و در شهرستان کنگاور، روستای کرماجان واقع شده و این اثر در تاریخ ۲۴ فروردین ۱۳۸۲ با شمارهٔ ثبت ۸۱۰۰ به‌عنوان یکی از آثار ملی ایران به ثبت رسیده است.